# چارقاداس
چارقاداس (به پرتغالی: Charqueadas) یک منطقهٔ مسکونی در برزیل است که در ریو گرانده جنوبی واقع شده‌است. چارقاداس ۴۱٬۲۵۸ نفر جمعیت دارد.